# Црква Успења Пресвете Богородице у Мокром
Црква Успења Пресвете Богородице је храм Српске православне цркве који се налази у Мокром у Републици Српској, Босни и Херцеговини. Припада Дабробосанској митрополији, архијерејском намесништву сарајевском и седиште је парохије у Мокром. Посвећен је Успењу Пресвете Богородице.
Градња Цркве Успења Пресвете Богородице у Мокром почела је 1928. године. Црква је завршена 1933. године, када је осветио митрополит Петар (Зимоњић). Грађевинске радове је извео предузетник Иван Прегељ из Сарајева. Иконостас и иконе је урадио Роман Петровић, академски сликар из Сарајева. За време Другог светског рата храм је доста оштећен. Оправке на храму су вршене 1972. и 1985. године.
Парохијски дом је саграђен 1895. године. Срушили су га комунисти 1948. године.
Црква Успења Пресвете Богородице је седиште парохије у Мокром. Ова парохија се простире од Мокрог десно на исток преко Романије, па до села Дикаља, где се граничи са парохијом соколачком, на западу се граничи са предграђем Сарајева, на југ се простире до села Раковца, где се граничи са паљанском парохијом, на северу се граничи са нишићком парохијом. Мокрањску парохију сачињавају следећа села: Хреша, Њеманица, Вучија Лука, Мразовац, Брезовице, Бјелогорци, Рогоушићи, Горње и Доње Сињево, Сумбуловац, Мокро, Романија, Јеловци, Прутине, Подградац, Крачуле, Кадино Село и Костреша.